# Мохамед Конате
Мохамед Конате (на френски: Mohamed Konaté) е кот д'ивоарски и футболист от Буркина Фасо, играещ като нападател за руския Ахмат и националния отбор на Буркина Фасо. Участник в 2021 (4 място) и 2023 На последните през 2024 вкарва втория гол за отбора си срещу Алжир при равенството 2:2.

## Успехи
Буркина Фасо
- Купа на африканските нации
  - 4-то място (1): 2021